# French Inhale
"French Inhale" é uma canção dos rapper's estadunidenses Snoop Dogg & Wiz Khalifa para a banda sonora do filme Mac & Devin Go to High School estrelado pelos dois. a canção conta com a participação de Mike Posner.

## Origem do título
A expressão "French Inhale"é uma maneira de fumar consiste crapoter e enquanto soprando suavemente fumaça pela boca, sem expirar, inspirar pelo nariz para que ele entrar e ir para os pulmões. é uma técnica de origem francesa.

## Vídeo da musica
O videoclipe da canção foi lançado no canal de Snoop Dogg no Youtube em 06 de julho de 2012. No vídeo Snoop Dogg e Wiz Khalifa fazem consumo explicito de cannabis, usando a tecnica da inalação francesa. atualmente o vídeo já ultrapassou a marca de 58 milhões de visualizações no Youtube.

## Lista de faixas
| Descarga digital no iTunes Store |                                   | |              |         |  |
| N.º                              | Título                            | Compositor(es)                                                                                                | Produtor(es) | Duração |  |
| 1.                               | "French Inhale" (com Mike Posner) | Calvin Broadus, Cameron Thomaz, Wishkoski, Dutton, Michael Posner, O'Kelly Isley, Ronald Isley, Rudolph Isley | Jake One     | 2:39    |  |

| Descarga digital no Google Play Music |                                   | |              |         |  |
| N.º                                   | Título                            | Compositor(es)                                                                                                | Produtor(es) | Duração |  |
| 1.                                    | "French Inhale" (com Mike Posner) | Calvin Broadus, Cameron Thomaz, Wishkoski, Dutton, Michael Posner, O'Kelly Isley, Ronald Isley, Rudolph Isley | Jake One     | 2:39    |  |